# Volcán Lonquimay
Volcán Lonquimay är en kon i Chile.   Den ligger i regionen Región de la Araucanía, i den södra delen av landet, 600 km söder om huvudstaden Santiago de Chile. Toppen på Volcán Lonquimay är 2 865 meter över havet.
Terrängen runt Volcán Lonquimay är kuperad österut, men västerut är den bergig. Volcán Lonquimay är den högsta punkten i trakten. Runt Volcán Lonquimay är det glesbefolkat, med 12 invånare per kvadratkilometer.. Det finns inga samhällen i närheten. 
I omgivningarna runt Volcán Lonquimay växer i huvudsak blandskog.